# گلنکو (اجتماع)، ویسکانسین
گلنکو (به انگلیسی: Glencoe) یک منطقهٔ مسکونی در ایالات متحده آمریکا است که در شهرستان بوفالو، ویسکانسین واقع شده‌است. گلنکو ۳۸۸٫۹۳ متر بالاتر از سطح دریا واقع شده‌است.